# Thelypteris heteroclita
Thelypteris heteroclita är en kärrbräkenväxtart som först beskrevs av Nicaise Augustin Desvaux, och fick sitt nu gällande namn av Ren-Chang Ching. Thelypteris heteroclita ingår i släktet Thelypteris och familjen Thelypteridaceae. Inga underarter finns listade.